# Miwene
Miwene: Reclamando la Amazonia es una película ecuatoriana del pueblo Waorani, en producción de cuál el pueblo Waorani tuvo un rol activo. Esta película fue filmada durante 10 años en la cual personas de etnia waorani fueron productores y escritores. La película solo fue publicada después de recibir el permiso del grupo waorani para publicar su historia y los directores buscaron el permiso de todos los y las participantes.

## Argumento
Gange Anita Yeti es una joven mujer Waorani que vive en la comunidad Kewediono en la selva amazónica. Yeti es una nieta de una de las últimas waorani que vivían en aislamiento antes de ser contactados. La película cuenta la historia de madurez de Yeti durante de diez años y muestra su transición de una adolescente a una madre y la historia de su abuela.
El ambiente de la película es La Biosfera Yasunì de la Amazonía ecuatoriana, un territorio que los Waorani protegen de los forasteros y que está fracturado por las plataformas petroleras y caminos.